# Grotte de Jovelle
La grotte de Jovelle est une grotte ornée française qui se trouve sur le territoire de la commune de La Tour-Blanche-Cercles, dans le département de la Dordogne et la région Nouvelle-Aquitaine.
Elle fait l'objet d'une protection au titre des monuments historiques.

## Présentation

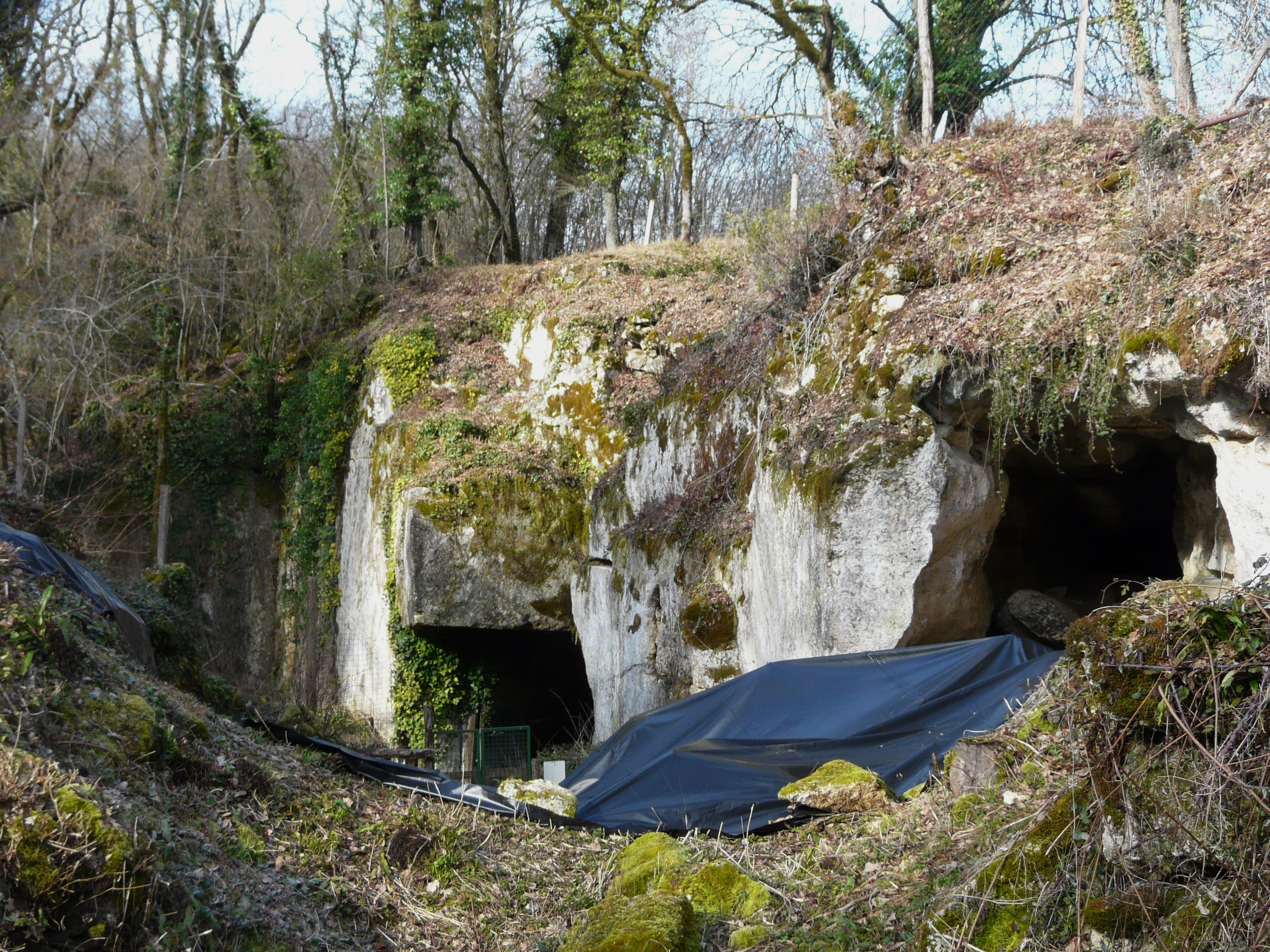
Ancienne carrière sur la gauche et la grotte sur la droite.

À environ deux kilomètres au sud-ouest du bourg de La Tour-Blanche, le long de la route départementale 84, subsistent d'anciennes exploitations souterraines de calcaire turonien. Propriété depuis 2006 du département de la Dordogne, la grotte de Jovelle se trouve sur le site d'une de ces carrières, à quelques centaines de mètres des ruines du château de Jovelle.
C'est un site archéologique inscrit au titre des monuments historiques le 28 novembre 1989 puis classé depuis le 24 septembre 2013. Ce classement abroge l'inscription précédente.

## Découverte et description
À l'automne 1983, Christian Carcauzon découvre la présence de gravures animalières sur les parois proches de l'entrée de la grotte.
Étudiée par Norbert Aujoulat puis par Brigitte et Gilles Delluc, la grotte révèle des gravures de mammouths, d'un bouquetin et d'un équidé ainsi que d'autres à définir car elles sont en partie masquées par les éboulis qui se sont accumulés sur le sol, du fait notamment de l'exploitation des carrières attenantes, actives jusque dans les années 1940. 
Le dessin de ces gravures, datées du Paléolithique supérieur, rappelle celui de la grotte de Pair-non-Pair, dans le département voisin de la Gironde.
Le sol présente également des restes d'ossements provenant de rennes et d'équidés, ainsi que des outils préhistoriques tels que des burins ou des grattoirs. Des fragments de poteries plus récents, représentatifs de l'Âge du fer, y ont également été mis au jour.
Le site a fait l'objet de plusieurs campagnes de fouilles dans les années 2020, révélant des pointes de flèches remontant à environ 60 000 ans avant le présent et des restes d'alimentation (os de rennes et de chevaux) datés entre −35 000 et −27 000.